# Djalma de Almeida César
Djalma de Almeida César (Piracicaba, 29 de julho de 1937 - Palmeira, 1 de julho de 2011) foi um advogado e político brasileiro.

## Biografia
Filho de Rogério Almeida César Junior e de Amélia Vieira de Almeida Silva César. Teve três filhos com a professora e ex vereadora da cidade de Ponta Grossa, Alina de Almeida César.  Djalma é o pai do ex-secretário da Segurança Pública do Paraná, Reinaldo de Almeida César, Djalma de Almeida César Jr e Rosangela de Almeida César 
Djalma de Almeida nasceu no interior do estado de São Paulo e foi estudar Direito na Universidade Estadual de Ponta Grossa. Quando estudante da UEPG, foi líder universitário e um dos fundadores da União dos Estudantes Secundários de Ponta Grossa.
Na década de 1970 foi eleito vereador de Ponta Grossa. Em 1981 entrou para o PMDB e nesta legenda foi eleito deputado estadual (de 1983 até 1994) e federal (1995-1998). Entre 1991 e 1992 foi secretário estadual, na pasta da Trabalho e da Ação Social.
Também foi presidente de uma autarquia do governo do Paraná, a Ambiental Paraná Florestas.
Djalma de Almeida César faleceu em julho de 2011, aos 73 anos de idade, em virtude de um acidente automobilístico, na rodovia BR-376 no município de Palmeira.